# Simbini Bay
Simbini Bay (in der deutschen Kolonialzeit Franklinbucht genannt) ist eine kleine Bucht an der Nordostküste Neuguineas im Süden der Provinz Madang von Papua-Neuguinea. Sie ist damit Teil der Bismarcksee.
Die Bucht wird durch einen Einschnitt in das Kernland Papuas gebildet, ist etwa 500 Meter breit und reicht etwa 300 Meter tief ins Land. Der Simbini River mündet in die Bucht und an der Küste liegt die ebenfalls Simbini benannte Ortschaft. 1827 wurde die Bucht von den französischen Seefahrer Dumont D’ Urville entdeckt.
Ab 1899 war die Gegend um die Bucht Teil der deutschen Kolonie Neuguinea. Sie kam 1920 unter australische Mandatsverwaltung. Während des Zweiten Weltkriegs besetzte die japanische Armee Papua. 1975 wurde sie Teil des unabhängigen Staates Papua-Neuguinea.